# Канадская служба разведки и безопасности
Кана́дская слу́жба разве́дки и безопа́сности (англ. Canadian Security Intelligence Service, CSIS, фр. Service canadien du renseignement de sécurité, SCRS) — национальная служба разведки Канады. Отвечает за сбор, анализ, передачу и распространение сведений секретного характера об угрозах национальной безопасности Канады и проведение секретных и открытых операций в Канаде и за её пределами.
Её главное управление находится по адресу Огилви-роуд, 1941 в Оттаве (Онтарио) в здании, специально построенном в 1995 году. КСРБ в лице Министра общественной безопасности отчитывается перед парламентом, а также контролируется системой Федерального суда, главным инспектором КСРБ и Секретной разведывательной группой анализа.

## История
КСРБ была создана 21 июня 1984 г. согласно акту парламента, принятому после отчёта комиссии Макдональда. Основным выводом комиссии Макдональда была необходимость отделения разведывательной работы от полицейского патрулирования и одобрение приказов нового агентства, Канадской службы разведки и безопасности, как в судебном порядке, так и в рамках общего контроля нового органа, Группы для анализа разведки и безопасности, и канцелярии главного инспектора. Её фактическое существование началось 16 июля под руководством Томаса Д'Арси Финна. До этого канадская разведка находилась в компетенции Службы безопасности Королевской канадской конной полиции.
В ходе Холодной войны КСРБ занималась выслеживанием в Канаде иностранных шпионов, в основном с помощью «технологических приспособлений» для раскрытия шпионской деятельности. Позднее она участвовала в контрразведывательных операциях против предполагаемой китайской разведдеятельности в Канаде.

## Задачи и операции
КСРБ — основное агентство Канады по вопросам национальной безопасности. Это федеральное агентство, проводящее расследования в сфере национальной безопасности и сбор сведений секретного характера в стране и за её пределами. КСРБ собирает и анализирует информацию и даёт Правительству Канады рекомендации относительно проблем и процессов, которые могут угрожать безопасности Канады. Также КСРБ проводит изучение и оценку безопасности всех лиц, желающих получить допуск к государственным секретам в федеральных министерствах и агентствах, за исключением Королевской канадской конной полиции, которая выполняет подобную оценку самостоятельно.
По Закону о КСРБ у неё нет ограничений по источникам сбора «сведений секретного характера» или информации об угрозах безопасности Канады. Агентство может собирать информацию об угрозах Канаде или канадцам по всем странам мира. Несмотря на то что КСРБ часто называется защитной разведывательной службой безопасности, она не является сугубо внутренним агентством. Служащие КСРБ работают как в Канаде, так и по всему миру для обнаружения и отражения угроз канадской безопасности.
Между понятиями «разведка и безопасность» и «иностранная разведка» существует различие. Разведка и безопасность связаны с угрозами национальной безопасности (например, терроризм, шпионаж). Иностранная разведка включает сбор информации, относящейся к политической или экономической деятельности иностранных государств. Согласно параграфу 16 Закона о КСРБ, агентство собирает этот вид «иностранных секретных сведений» только в пределах Канады.
КСРБ не является ни полицейским органом, ни частью вооружённых сил. Основной ролью этой разведывательной службы не является обеспечение правопорядка. Расследование преступной деятельности является прерогативой КККП и местных (провинциальных, районных или городских) полицейских органов. Как и аналогичные службы других стран — Служба безопасности Великобритании (MI5) и Центральное разведывательное управление США (ЦРУ), — КСРБ является гражданским агентством. КСРБ подотчётна Группе для анализа разведки и безопасности (ГАРБ), главному инспектору и другим законодательным контрольно-ревизионным органам. Агентство выполняет свои функции в соответствии с Законом о КСРБ, в котором определены его полномочия и виды деятельности.
Канадская полиция, военные агентства (см. Разведывательная служба Канадских вооружённых сил) и многие другие правительственные ведомства также имеют свои «разведывательные» компоненты (например, для анализа уголовных или военных стратегических сведений). Министерство иностранных дел и международной торговли имеет в своём составе Бюро полицейской разведки и безопасности для изучения и анализа информации, полученной из открытых источников. Бюро играет координирующую и стратегическую роль. Не являясь разведывательной службой, оно отвечает за безопасность персонала Министерства иностранных дел по всему миру. Эти агентства не могут быть поставлены в один ряд с более крупными, всеобъемлющими и специализированными «разведывательными службами», такими как КСРБ, MI5, MI6 или ЦРУ.
К оперативным программам КСРБ относятся:
- Антитерроризм
- Нераспространение
- Контрразведка
- Проверка безопасности
- Исследования, анализ и производство (создание стратегии для выполнения оперативных программ)
- Изучение окружающей среды

- Текущие технологические проблемы

КСРБ тесно работает с разведывательными службами США, Великобритании и Австралии. По послевоенному Четырёхстороннему договору вся разведывательная информация становится общедоступной для разведывательных служб этих четырёх стран.
Разрешение на постановку объекта под наблюдение выдаётся Группой для анализа и утверждения объектов.
Офицеры связи контрразведки (ОСК) КСРБ назначаются в канадские посольства и консульства для сбора сведений секретного характера, связанных с безопасностью, в других странах. Эти сведения могут собираться у других национальных разведывательных служб, правоохранительных служб и из других источников. ОСК также оценивают на предмет безопасности потенциальных иммигрантов в Канаду.
По данным журнала Маклинс, Mediacorp Canada признавала КСРБ одним из «100 лучших работодателей Канады» в 2009—2011 гг.

## Контроль
Деятельность КСРБ регулярно проверяется Группой для анализа разведки и безопасности (ГАРБ) от имени парламента. Она также входит в сферу ответственности федерального Министерства общественной безопасности, и главный инспектор КСРБ составляет для министра годовой секретный отчёт об оперативной деятельности КСРБ. ГАРБ и главный инспектор КСРБ имеют доступ ко всей информации КСРБ, как тайной, так и открытой, за исключением секретной информации кабинета министров.

## Критика и скандалы
Временами КСРБ подвергалась критике, в том числе за её роль в расследовании взрыва на борту Air India 1985 г. Была сформирована Комиссия по расследованию подрыва рейса 182 Air India под руководством судьи Джона Мейджора. Два канадских суда публично критиковали КСРБ за уничтожение доказательств — перехваченных сообщений. Один суд, ввиду важности перехваченных КСРБ сообщений, выявил в этих действиях виновность. Второй сделал акцент на оправдывающих её обстоятельствах.
С 1988 по 1994 гг. крот КСРБ Грант Бристоу проник в среду канадского движения сторонников превосходства белой расы. Когда эта история стала достоянием общественности, печать была озабочена тем, что он был не только одним из основателей группы Фронт наследия, но и служил каналом финансирования этой группы со стороны КСРБ.
В 1999 г. из автомобиля служащего КСРБ, в то время как он находился на просмотре хоккейного матча Торонто Мейпл Лифс, была похищена секретная информация. Группа для анализа разведки и безопасности сообщила о расследовании этого происшествия.
18 сентября 2006 г. Комиссия Арара освободила КСРБ от всех обвинений в причастности к экстрадиции США канадского гражданина Махера Арара. Комиссия установила, что власти США отправили Арара в Иорданию, а затем в Сирию (страну его рождения) на основании неверной информации, предоставленной правительству США Королевской канадской конной полицией (КККП). Арар удерживался сирийцами один год и подвергался пыткам. Единственной претензией Комиссии к КСРБ стало то, что агентство недостаточно критично изучало информацию, предоставляемую режимами, практикующими пытки.
31 марта 2009 г. юрист и советник КСРБ Джеффри О’Брайан заявил Комитету по общественной и национальной безопасности, что КСРБ должна иметь возможность использовать информацию, полученную с применением пыток, если с её помощью можно предотвратить события, подобные произошедшим 11 сентября или подрыву рейса Air India. Выступая перед тем же комитетом через два дня, директор КСРБ Джим Джадд заявил, что О’Брайан «мог запутаться» и «рискнул предположить», поэтому вынужден будет направить в комитет проясняющее его слова письмо. Через две недели КСРБ объявила о том, что в июне, то есть за пять месяцев до окончания своего пятилетнего срока, Джадд уйдёт в отставку.